# Guanahatabey
El guanahatabey (guanajatabey) era la llengua dels guanahatabeys, una societat de caçadors-recol·lectors que va viure a l'oest de Cuba fins al segle XVI. Se'n sap molt poc, ja que els guanahatabey van desaparèixer a principis del període de la colonització espanyola abans de registrar informació substancial sobre ells. L'evidència suggereix que era diferent del taïno parlada a la resta de l'illa.

## Descxripció
Els guanahatabeyd eren caçadors-recol·lectors que semblen ser anteriors a l'agricultura siboney, el grup taïno que habitava la major part de Cuba. En el període de contacte, els guanahatabeys vivien principalment en un extrem occidental, a la província de Pinar del Río, on els siboney no es van establir i van ser colonitzats pels espanyols relativament tard. Els comptes espanyols indiquen que el guanahatabey era diferent i inintel·ligible mútuament amb la llengua taïno parlada a la resta de Cuba i a tot el Carib. No s'ha documentat cap paraula de la llengua guanahatabey.

## Topònims
Tot i això, Julian Granberry i Gary Vescelius han identificat cinc noms de lloc que consideren que no són taïno, i que, per tant, poden derivar del guanahatabey. Granberry i Vescelius argumenten que els noms tenen paral·lelismes en la llengua warao, i suggereixen una possible connexió amb la llengua macorix de la Hispaniola (vegeu Llengües waroid).
| Nom          | Paral·lel en warao | Significat warao                   |
| ------------ | ------------------ | ---------------------------------- |
| Camujiro     | ka-muhi-ru         | 'troncs de palmeres'               |
| Guara        | wara               | 'garsa blanca'                     |
| Guaniguaníco | wani-wani-ku       | 'lluna amagada, posta de lluna'    |
| Hanábona     | hana-bana          | 'Plomes de canya de sucre'         |
| Júcaro       | hu-karo            | 'entrecuix d'arbre de doble punta' |